# 金缘锯梭螺
金缘锯梭螺（学名：Prionovolva aureomarginata）为梭螺科锯梭螺属的动物。分布于台湾岛等地。该物种的模式产地在台湾西南。